# Морфолитостратиграфические подразделения
Морфолитостратиграфические подразделения — это совокупность горных пород, объединяемые по литологическим или фациально-морфологическим особенностям (признакам), позволяющим устанавливать положение этих подразделений в разрезе и на площади распространения. Данные подразделения обозначаются терминами свободного пользования.
Морфолитостратиграфические подразделения используются в качестве вспомогательных по отношению к местным стратонам.
Согласно стратиграфическому кодексу приняты следующие морфолитостратиграфические подразделения:
- Органогенные массивы
- Олистостромы (гравитационные)
- Клиноформы
- Стратогены